# برگ‌خوارزنبورواران
برگ‌خوارزنبورواران (نام علمی: Tenthredinoidea) نام یک بالاخانواده از زیرراسته اره‌مگس است.